# Audouville-la-Hubert
Audouville-la-Hubert – miejscowość i gmina we Francji, w regionie Normandia, w departamencie Manche.
Według danych na rok 1990 gminę zamieszkiwało 97 osób, a gęstość zaludnienia wynosiła 15 osób/km² (wśród 1815 gmin Dolnej Normandii Audouville-la-Hubert plasuje się na 789. miejscu pod względem liczby ludności, natomiast pod względem powierzchni na miejscu 763.).